# NGC 2210
NGC 2210 je kuglasti skup  u zviježđu Zlatnoj ribi. 

## Vanjske poveznice
- SEDS: NGC 2210